# Port lotniczy Jerez
Port lotniczy Jerez – port lotniczy położony 10 km na północ od Jerez de la Frontera, w pobliżu autostrady AP-4. Port oddalony jest od Sewilli o 80 km, a od Kadyksu o 45 km. W 2006 obsłużył 1,3 mln pasażerów.

## Linie lotnicze i połączenia
| Linia Lotnicza      | Kierunek                                                                                |
| ------------------- | --------------------------------------------------------------------------------------- |
| Binter Canarias     | 1. Teneryfa-Północ Sezonowo: 1. Gran Canaria                                            |
| Condor              | Sezonowo: 1. Düsseldorf 2. Frankfurt 3. Hamburg 4. Lipsk (od 17 maja 2024) 5. Monachium |
| Edelweiss Air       | Sezonowo: 1. Zurych                                                                     |
| Eurowings           | 1. Kolonia/Bonn 2. Düsseldorf 3. Hamburg                                                |
| Eurowings Discover  | Sezonowo: 1. Frankfurt 2. Monachium                                                     |
| Helvetic Airways    | Sezonowo: 1. Berno (od 8 września 2023)                                                 |
| Iberia              | 1. Madryt Sezonowo: 1. Santander                                                        |
| Luxair              | Sezonowo: 1. Luksemburg                                                                 |
| Ryanair             | 1. Londyn-Stansted 2. Palma de Mallorca Sezonowo: 1. Barcelona                          |
| TUI Airways         | Sezonowo: 1. Londyn-Gatwick                                                             |
| TUI fly Belgium     | 1. Bruksela                                                                             |
| TUI fly Deutschland | Sezonowo: 1. Düsseldorf 2. Frankfurt 3. Hamburg 4. Hanower 5. Monachium 6. Stuttgart    |
| Vueling             | 1. Barcelona 2. Palma de Mallorca Sezonowo: 1. Bilbao                                   |